# Песин, Валерий
Валерий Песин (род. 1963, БССР, СССР) — белорусский художник-живописец и график, представитель авангарда.

## Биография
Родился в 1963 г. в Минске. С 1990 г. — свободный художник.

## Выставки персональные и групповые (по годам)
- 2015 — Выставка «Детали», из личной коллекции художника Валерия Песина и Евгения Ксеневича, Центр современных искусств, Минск, РБ.
- 2014 — Выставка «После лета», галерея ЛаСандр-Арт, Минск, РБ.
- 2013 — Выставка, Галерея Аrtcurator.ru Архивная копия от 28 сентября 2020 на Wayback Machine, Москва, РФ.
- 2013 — Выставка «Дневник / Diary», Музей современного изобразительного искусства, Минск, РБ.
- 2012 — Выставка, Центральный дом художника, Москва, РФ.
- 2011 — Выставка, Галерея А-3, Москва, РФ.
- 2011 — Выставка «Детали», галерея «В», Минск, РБ
- 2010 — Выставка, Галерея «Марго-арт», Москва, РФ.
- 2009 — Выставка, Центральный дом художника, Москва, РФ.
- 2008 — Выставка, Галерея Арт-Яр, Москва, РФ.
- 2007 — Выставка «Все будет хорошо!», Галерея кинотеатра «Победа», Минск, РБ
- 2006 — Выставка, Центральный дом художника, Москва, РФ.
- 2005 — Выставка, Галерея «RectoVerso», Люксембург.
- 2003 — Выставка, музей города Лемборк, Польша.
- 2001 — Выставки ВК а в рамках Дней Беларуси в Швеции.
- 2000 — Выставка, Stichtid Muset, Эйндховен, Голландия.
- 1999 — Выставка, Фонд культуры РФ, Москва, РФ.
- 1998 — Выставка, Галерея «Злато», Москва, РФ.
- 1996 — Выставка, Галерея «Arte directo», Гранада, Испания.
- 1995 — Выставка, Галерея Католического университета, Люблин, Польша
- 1994 — Выставка, Галерея «Im Hof», Эссен, Германия.
- 1991 — Выставка "Bie ł Art. Панорама белорусского искусства ", Литейный зал фабрики Норблина, Варшава, Польша.

## Работы находятся в собраниях
- Музей современного изобразительного искусства, Минск.
- Центр современных искусств, Минск.
- В коллекциях Евгения Ксеневича (Минск), Александра Иванова (Минск), Андрея Плесанова (Минск).